# Homalomena wendlandii
Homalomena wendlandii är en kallaväxtart som beskrevs av Heinrich Wilhelm Schott. Homalomena wendlandii ingår i släktet Homalomena och familjen kallaväxter. Inga underarter finns listade.